# وات آيف دن
وات آيف دن، (بالإنجليزية: What I've Done)‏ هي أغنية لفرقة الروك الأمريكية لينكين بارك. وهي أول أغنية منفردةٍ من ألبومهم الستوديويِّ الثالث مينتس تو ميدنايت (2007). وألحانها معزوفة في مفتاح الصول الصغير، ومضبوطة بالميزان الموسيقي. أُصدرَت كأغنية راديو في الأول من أبريل 2007، وأُصدرت كأغنية قابلة للتحميل في الثاني من أبريل، وأُصدرت كأغنية سي دي منفردة في الثلاثين من أبريل. كان البث المباشر للأغنية في جولة «رود تو ريفوليوشن: لايف آت ميلتون كينيس (Road to Revolution: Live at Milton Keynes)» مرشحًا لجائزة «أفضل أداء روك (Best Rock Performance)» في حفل جوائز غرامي الثاني والخمسين، لكنها لم تفز.